# A Saga de Gösta Berling
A Saga de Gösta Berling é primeiro romance literário de autoria da escritora sueca Selma Lagerlöf, primeira mulher laureada com o Prêmio Nobel de Literatura, e publicado originalmente em 1981. É considerado um dos romances mais importantes da autora e obteve aclamação nacional e internacional, passando a figurar entre as leituras preferidas do público sueco.   O livro foi chamada de um "épico em prosa da vida rural sueca", e incorpora a tradição dos contos populares que Lagerlöf absorveu durante a infância em Värmland, onde se passa a ação da história. A Saga de Gösta Berling representa uma reação contra o realismo literário que prevalecia na época. 

## Trama
O herói da saga, Gösta Berling, é um pastor luterano destituido do cargo por conta de sua vida desregrada. Vivendo como um mendingo, ele decide dar cabo da própria vida suicidando-se em meio à neve, porém é salvo pela toda-poderosa Senhora de Ekeby, dona de sete grandes fundições da região as quais controla com mão de ferro. Desuadindo-o da morte, a Senhora convence Gösta a se tornar um dos doze Cavaleiro de Ekeby, pensionistas que trabalham para ela em troca de uma vida fácil, repleta de bailes e regada a bebidas e diversão. Na véspera de Natal, Sintram, o cruel patrão da fundição de Fors, cujo maior prazer é disfarçar-se de Diabo, sela um pacto de sangue com Gösta Berling e os Cavaleiros de Ekeby que marcará a ruína e o fim de Värmland. 
A jornada de Gösta Berling é repleta de uma série de aventuras, encontros românticos, batalhas com as forças da natureza e criaturas místicas. Ao longo da narrativa, os temas de redenção, amor e o espírito duradouro da comunidade são explorados. 

## Estilo da Obra
Com a sua trama pouco estruturada e o seu enredo imaginativo que ultrapassa os limites da realidade, Selma Lagerlöf desafiou os padrões habituais da época. Utilizando-se de elementos sobrenaturais provenientes de contos e lendas escandinavas - fantasmas, bruxas, duendes, ninfas, espiritos da natureza - e personagens excêntricos de diversas classe e camadas sociais, Selma Lagerlöf projeta uma imagem exótica da Värmland da década de 1820. 
Gösta Berling se apaixona muitas vezes por diferentes mulheres, e seus casos amorosos frequentemente terminam de maneira trágica. No entanto, estes acontecimentos dão origem a novas histórias, e esta teia de histórias é a força motriz de todo o livro. Embora Gösta Berling seja o personagem principal da obra de Selma Lagerlöf, existem muitas outras personalidades distintas e coloridas que provavelmente foram, pelo menos em parte, inspiradas por pessoas reais que viveram na Värmland do século XIX. 
Vários críticos contemporâneos veem nesse romance de estreia um precursor do realismo fantástico. 

## Processo de Escrita
Segunda a própria Selma Lagerlöf, a idéia para o livro surgiu enquanto caminhava rapidamente pela Malmskillnadsgatan, uma famosa rua de Estocolmo, onde lhe sobreveio uma espécie de epifânia na qual brilhou sobre ela o mundo de lendas e fábulas de Värmland em que estivera imersa durante toda a infância. A autora narra essa história em "En saga om en saga och andra sagor" [De Saga em Saga], um conto/ensaio de 1908: 
| “ | "Foi assim que ela viu o conto de fadas pela primeira vez. E no momento em que ela viu, o chão começou a balançar embaixo dela. Toda a extensão da Malmskillnadsgatan, de Hamngatsbacken até o quartel dos bombeiros, subiu ao céu e caiu novamente, subiu e caiu. Ela teve que ficar parada por muito tempo, até que a rua se acalmasse, então olhou com espanto para os transeuntes, que caminhavam com tanta calma e não perceberam o milagre que havia acontecido. Neste momento a jovem decidiu que escreveria a história dos Cavaleiros de Värmland e nunca abandonou a ideia". | ” |
| — A referida citação encontra-se transcrita em um placa inaugurada em 1999, na própria Malmskillnadsgatan, em homenagem à Selma Lagerlöf | |   |

Nos anos que se seguiram, a autora tentou repetidamente escrever o livro de acordo com a receita do realismo vigente naquele período, porque “admirava os grandes mestres da época e nunca pensou que se pudesse usar uma linguagem diferente daquela que eles usavam”. 

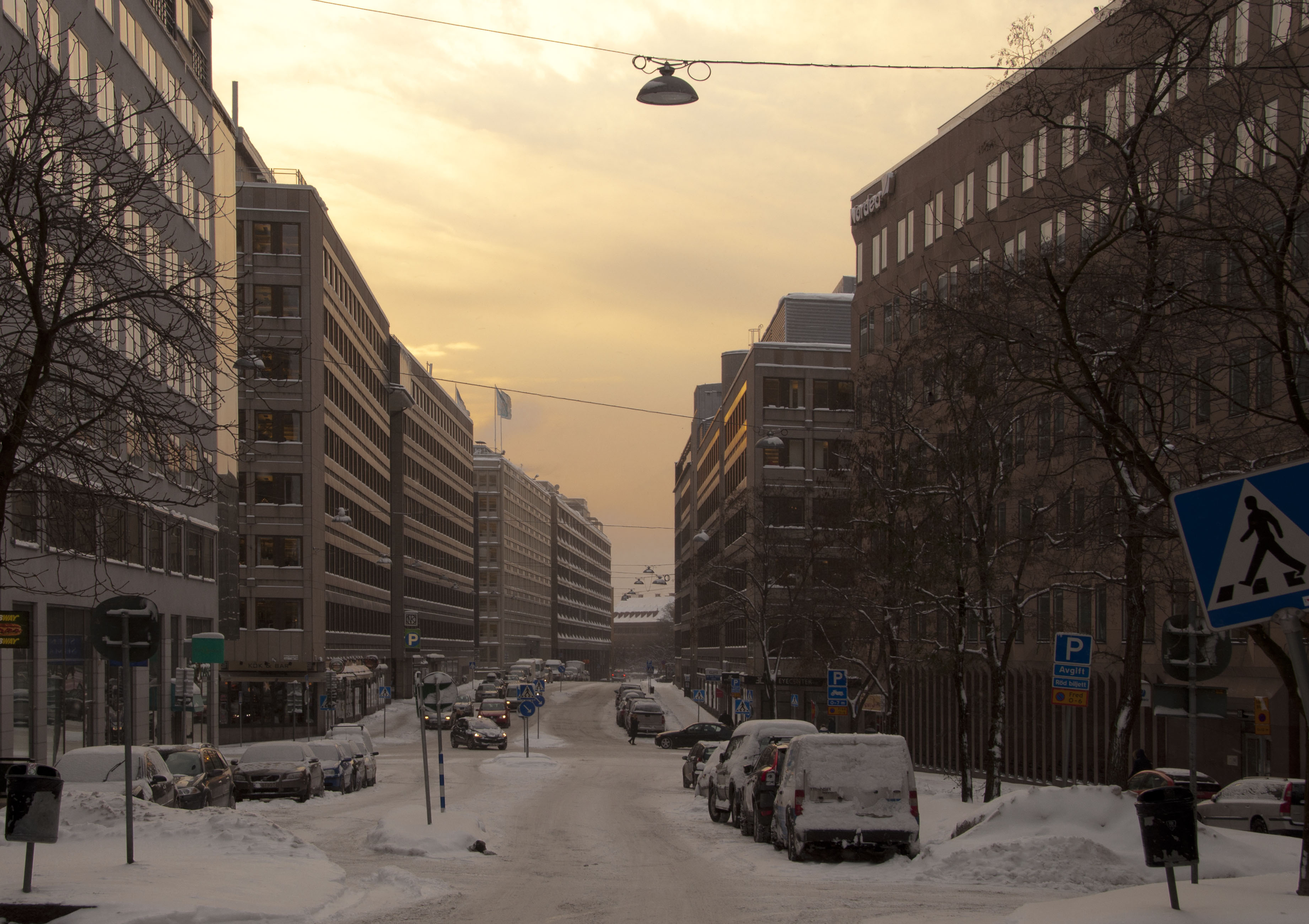
Malmskillnadsgatan em 2010

 Embora seu cérebro estivesse transbordando de histórias de fantasmas e amor selvagem, de belas damas e cavaleiros aventureiros, ela procurou escrever sobre isso com uma tranquila prosa realista, até que finalmente sua própria natureza assumiu o controle e ela decidiu "com toda humildade escrever o livro à sua maneira". Em sumo, ela empreendeu escrevê-lo apenas para seu próprio prazer e presumiu que o público iria ignorá-lo. 
No verão de 1890, uma revista sueca, a Idun , ofereceu um prêmio para o melhor romance com um número específico de páginas. Lagerlöf entrou no concurso com alguns capítulos de Gösta Berling, e ganhou o prêmio. 
O livro completo, entretanto, só seria lançado no ano seguinte. 
A Saga de Gösta Berling possui uma das frases iniciais mais conhecidas da literatura sueca: "Äntligen stod prästen i predikstolen." ("Enfim o pastor estava no púlpito") [trad. de Guilherme da Silva Braga]. 

## Recepção Crítica
Inicialmente, A Saga de Gösta Berling obteve baixa vendagem e dividiu as opiniões da crítica pelo seu estilo execêntrico. Somente após o influênte crítico dinamarquês Georg Brandes publicar um artigo extremamente positivo à tradução dinamarquesa do livro, em 1893, foi que as avaliações começaram a melhorar e a vendagem do livro foi impulsionada. Em sua crítica publicada no jornal Politiken, Brandes escreveu: 
"Cheio de vida e de cor, ingênuo, poético! Um livro escrito com um coração apaixonado e originalidade pessoal. Cheio de erotismo e cavalheirismo e fraqueza e loucura e quixotismo. Há uma atmosfera festiva neste trabalho. Selma Lagerlöf tem fantasia, brilho, cor e estilo.... Ela transporta o leitor para um mundo completamente novo, um mundo pequeno, cheio de cor e movimento, desligado da ligação entre a Suécia e a Europa, um mundo que vive a sua própria vida e tem suas próprias leis sociais – o mundo da antiga Värmland."— George Brandes (Politiken, 1893).
Segundo o crítico e escritor sueco Oscar Levertin: "A Saga de Gösta Berling fervilha de vida, aventura e imaginação. [...] Raramente méritos e defeitos estão tão inextricavelmente unidos como na saga de Gösta Berling, e ambos podem ter contribuído igualmente para a extraordinária popularidade da obra." 
A escritora francesa Marguerite Yourcenar, em um ensaio sobre Selma Lagerlöf, comenta que A Saga... "talvez seja a mais espontânea da grande escritora, um imenso hino à vida ao mesmo tempo que um canto de revolta inocente". 
Rainer Maria Rilke escritor austrico refere-se à obra como sendo "o trabalho mais querido, insuperável" da autora.

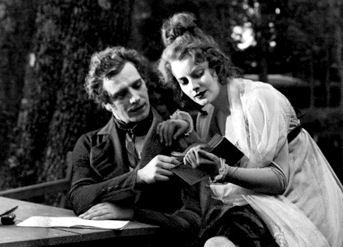
Greta Garbo e Lars Hanson no filme A Saga de Gösta Berling de 1924.

## Adaptações cinematográficas
A Saga de Gösta Berling foi transformado em filme em 1924 pelo diretor sueco Mauritz Stiller , que também escreveu o roteiro. A duração deste filme mudo é de 165 minutos. O papel-título foi interpretado por Lars Hanson, e o papel de Elisabeth Dohna foi interpretado por Greta Garbo, então com 19 anos . 